# 电子信息无障碍
电子信息无障碍是指任何公众，无论是健全人或残疾人，不论用户使用什么样的硬件或瀏覽器，要求其提供的信息以及服务能够被所有人平等获取、使用。

电子信息的载体有：网络、电脑、电视、各类移动通讯设备等。

## 背景
电子信息时代的到来，社会生活水平的整体提高，无障碍设施的不断完善都大大提高了人们的生活水平。衣食住行的需求得到了很好的解决，人们便对更高层次的需求追求的更多，电子信息技术的飞速发展，已经在生活、生产的各领域给我们带来了很大方便。人们对信息的依赖高于以往任何时代。

此外，智能手機上的讀屏軟件也在發展中，更有機構因此舉辦頒獎禮表揚出色的應用程式開發者。

## 网页无障碍
电子信息无障碍其中一項重要理念便是网页无障碍，是指通过对特定网页中，文件所必须的信息可及性进行完整补充和标准填写，以配合读屏软件和辅助工具。

### 背景
21世纪是信息科技的时代，人类对信息的需求和依赖都远远超过以往，获取信息的快捷、方便与否直接制约着个人或组织的发展，网络成为传播信息无可替代的载体。同时，社會有着这样的群体，他们因肢体残疾、认知障碍、文化差异等因素，无法像正常人一样获取网络信息，这边需要根据相关标准对现有的网页进行改造，以满足人们对“信息平等”的需求。
网页信息无障碍的实现，网站方是以一种被动的方式去适应读屏软件和辅助工具。对网页制作的标准要求较高，实施改造较为复杂。读屏软件的出现为残疾人士，尤其是视力障碍人群带来了福音，也开启了信息无障碍化的大门。
随着技术的不断革新发展，新的创新技术不断涌现，逐渐改善网页信息无障碍“治标不治本”的不足。最新的理念是从网站方根本解决特殊人群对信息获取的困难，即网站信息无障碍，是一种主动的无障碍解决方案，并已经取得一批优秀成果。
2011年11月，聯合國教科文組織制定了「網站設計無障礙標準」項目。